# Inarwa Fulpariya
Inarwa Fulpariya – gaun wikas samiti we wschodniej części Nepalu w strefie Sagarmatha w dystrykcie Saptari. Według nepalskiego spisu powszechnego z 2001 roku liczył on 850 gospodarstw domowych i 5535 mieszkańców (2743 kobiet i 2792 mężczyzn).